# The Elder Scrolls: Legends
The Elder Scrolls: Legends (транск. Елдер скроулс: Леџендс) бесплатна је видео-игра сакупљања карти, издата од Бетесте софтворкс, за Windows, iOS, Mac OS и Андроид у 2017. години.

## Начин игре
Елдер Скролс: Легенде је игра сакупљања карти која се одиграва на принципу потеза између два играча или играч против компјутера. Карте су базиране на створењима, ликовима и причи преузетој из Елдер Скролс серијала.
Сваки играч или компјутер почиње са шпилом који може да има између 50 и 100 карата (претходно између 50 и 70). На почетку сваке борбе, оба играча почињу са три карте које се извлаче из шпила и једним поеном који се назива „магичка“(енг. magicka), која се користи како би позивали карте. Како би спречили предност играча који игра први, други играч почиње игру са прстеном који се може активирати једанпут по потезу да добије додатну магичку три пута у трајању игре. Сваки играч добија једну додатну магичку на почетку потеза. Без коришћења специјалних карата, играчева магичка може да достигне 12 по игри. Играч и његов супарник су представљени преко карактера са одређеним бројем живота, и циљ је да спустите противников живот на нулу.
Сваки играч може да игра било који број карата докле год му то његова магичка дозвољава. Карте су подељене на четири типа: Помоћне карте, које пружају непрекидне предности; Акционе карте, чији ефекти се одигравају одмах након њиховог постављања; Створења, која су главни метод спровођења борбе; и предмети која унапређују створења. Створења уобичајено не могу да нападају истог потеза када су позвани. Створења имају поене напада и живота; када створење нападне, оно производи оштећење једнако његовом нападу непријатељском створењу или непријатељском карактеру, и прима оштећење једнако нападу створења које се брани. Ако живот створења падне на нулу, то створење је поражено и уклања се из игре. Многе карте имају способност додатних ефеката, изричито наведени или одређени бројем предодређених кључних речи.
Када се створење позове, играч мора да мора да га постави на једну од две стране које се називају траке; створења могу једино да нападају друга створења која су на истој траци као и створење које напада или може да нападне непријатељског карактера директно. Траке могу да имају специјалне могућности које се разликују у зависности од поља битке. У стандардном начину игре, једна трака се назива Трака сенке у којој сва створења позвана не могу бити нападнута од стране непријатељских створења један потез, док друга трака нема специјалну могућност. У зависности од мода игре поља могу да имају другачије типове трака, и неке карте имају способност да утичу на постављање на траку.
Поред животних поена, играч има одређени број руна, свака за 5 животних поена која се могу губити без умирања (на пример за типичан меч са 30 животних поена, играч има 5 руна). Када играч изгуби животне поене и самим тим руну, она аутоматски извлачи једну карту. Неке карте у игри имају способност „Пророчанства“, која омогућава да се карта одмах одигра ако је резултат њеног извлачења била руна.
Како играч побеђује мечеве и завршава друге задатке у игри, он унапређује ниво свог карактера и добија нове карте. Дистрибуција нових карата се заснива на раси карактера којег је играч изабрао на почетку игре. Неке карте у играчевој колекцији се могу унапредити како играч достиже нове нивое. Унапређивање нивоа карте може донете одлуку играчи да изабере једно од два начина на које жели да унапреди ту карту. Играчи такође могу да добију нове карте трошећи златнике у игри (који се одбијају као награда за одређене активности и завршавање дневних задатака) или преко правих пара.
Елдер Скролс: Легенде подржава пет модова игре, од који су четири увек доступни. Борбени мод дозвољава играчу да игра са својим шпилом против других играча, или преко система ранка или обичног мода који се могу играти преко система насумичног проналажења противника или играња са пријатељима или може да омогући играчу да тестира свој шпил против компјутера у рундама за вежбање. Арена мод дозвољава играчу да састави свој шпил од насумице понуђених карата; овај шпил се онда може користити у против броја компјутерских противник или других играча. Шпил се повлачи ако са њим победите 9 мечева против компјутера или 7 против других играча или ако изгубите 3 меча, награду добијате на основу тога колико сте победа имали након повлачења тог шпила. Мод приче заснован на типу кампање који пружа број предодређених непријатеља које играч мора да победи. Мод загонетки у којима играч мора да порази или преживи против противника контролисаног од стране вештачке интелигенције на један потез од стране специфичног сценарија. И коначно игра пружа периодичне догађаје који се одигравају у кратком периоду времена и дозвољавају играчима да саставе шпил до 9 победа или 3 губитка против других играча, са наградама базираним на успеху.

## Заплет
Прича се одиграва око карактера којег играч изабере и његових савезника против Високог Вилењака по имену Нарафин који је направио инвазију на срце Царства Сиродил. Карактер играча, назван „Заборављени херој“ мора да се бори против броја препрека на путу до Бело-Златне Куле, где Нарафин планира да пусти демонска створења названа Дедре у покушају да испуни Пророчанство Старог Свитка названог Прочишћење. На путу, играч прави различите одлуке које одлучују како ће се прича одиграти и које ће карти добити као награду.

## Развој и издавање
Елдер Скролс: Легенде је у почетку направљен од стране Дајер Вулф Диџитал (енгл. Dire Wolf Digital). Игра је објављена на Бетеста 2015 Електроник Ентертејнмент Експо (енгл. Electronic Entertainment Expo) конференцији. У априлу 2016, затворена бета за Windows је била издата. У Августу 2016, је била издата отворена бета за Windows. Верзија за Windows је званично била лансирана 9 марта 2017. А за иОС и иПад уређаје 23 марта 2017. Верзија за Мобилне уређаје иОС и Андроид паметне телефоне је издата у Јулу 2017. Електроник Ентертејнмент Експо 2018, Бетеста је такође објавила да је игра планирана да се објави и на Плеј Стејшн 4 (енгл. PlayStation 4), Нитендо Свич (енгл. Nintendo Switch), и Xbox One (енгл. Xbox One).
У мају 2018, Бетеста је објавила да је Дајер Вулф пребачен са пројекта, и да је игра тренутно развијена од стране Спаркипенц Студио (енгл. Sparkypants Studios). По Питу Хајнсу, ова одлука да се промени тим за развоје игре је био пријатељски за све стране, и да ни на један начин се ово не односи само на рад Дајер Вулф Студиоса који су до тада урадили или на тренутну дигиталну игру са картама на којима они раде. Срж концепта игре нису очекивани да се промене заменом развојног тима, али су очекивани да направе унапређени интерфејс, и боље реаговање на баланс игре и њене багове. Прва званична верзија новог клијента је била издана у Септембру 2018, која је дочекана са критикама корисника претходног клијента, говорећи да нови интерфејс нема шарм који је претходни имао и у исто време додао неред на екран. Bethesda је рекла да ће наставити да ради са Студијом Спаркипенц и фановима да унапреди клијент у будућности са одговорима на жалбе.

## Експанзије
Док је главна игра бесплатна, експанзије које додају нове теме су могуће за куповину правим парама или златницима у игри.
На њиховој Електроник Ентертејнмент Експо 2017 изложби, Бетеста је објавила експанзију по називу
Елдер Скролс: Легенде - Хероји Скајрима (енгл.The Elder Scrolls: Legends - Heroes of Skyrim). Експанзија је укључила преко 150 нових карата, које приказују елементе из игре Елдер Скролс Скајрим (енгл. The Elder Scrolls V: Skyrim). Ова експанзија је била издата 29 јуна 2017.
Повратак у град сатова (енгл. Return to Clockwork City) је друга експанзија за Елдер Скролс: Легенде и то је нова експанзија приче и карата која је донела 55 нових карата. Издата је 30 новембра 2017
Куће Моровинда (енгл. Houses of Morrowind) је трећа експанзија Елдер Скролс: Легенде. Експанзија је донела 149 нових карата и била је издата 6. априла 2018.
Оствро лудила (енгл. Isle of Madness) је четврта експанзија Елдер Скролс: Легенде. Она је донела нову причу као и 55 нових карата. Експанзија је издата 24. Јанура 2019.

## Рецензија
Елдер Скролс: Легенде је веома добро примљена добијајући углавном позитивне рецензије према Метакритику.
| Оцена Агрегатора                    | Оцена Агрегатора                                   |
| ----------------------------------- | -------------------------------------------------- |
| Агрегатор                           | Оцена                                              |
| Метакритик                          | Рачунар (енгл. PC): 80/100 иОС (енгл. iOS): 83/100 |
| Оцена Прегледача                    |                                                    |
| Прегледач                           | Оцена                                              |
| Гејм Информер (енгл. Game Informer) | 8.25/10                                            |
| ИГН                                 | 8.3/10                                             |
| ПЦ Гејмер (енгл. PC Gamer)          | 78/100                                             |

## Рефeренце
1. ↑  Digital, Dire Wolf. „Announcing The Elder Scrolls: Legends – Houses of Morrowind”. Bethesda.net (на језику: енглески). Приступљено 16. 05. 2019.
2. ↑  „The Elder Scrolls: Legends | Introducing Puzzle Sets”. legends.bethesda.net (на језику: енглески). Приступљено 16. 05. 2019.[мртва веза]
3. ↑  Biery, Thomas (04. 08. 2016). „The Elder Scrolls: Legends beta is now open to the public”. Polygon. Приступљено 16. 05. 2019.
4. ↑  Crecente, Brian (23. 03. 2017). „The Elder Scrolls: Legends is out now on iPad”. Polygon. Приступљено 16. 05. 2019.
5. ↑  „The Elder Scrolls: Legends is coming to Switch, PS4, and Xbox One”. VentureBeat (на језику: енглески). 11. 06. 2018. Приступљено 16. 05. 2019.
6. ↑  Marks, Tom (31. 05. 2018). „The Elder Scrolls: Legends Is Entirely Swapping Developers and Rebuilding Its Client”. IGN (на језику: енглески). Приступљено 16. 05. 2019.
7. ↑  Chalk, Andy (27. 09. 2018). „Bethesda responds to player anger over new Elder Scrolls: Legends client”. PC Gamer (на језику: енглески). Приступљено 16. 05. 2019.
8. ↑  Clayton, Natalie; Writer, Staff. „Bethesda answers an Elder Scrolls: Legends fan-base upset at the game’s new client”. pcgamesinsider.biz. Приступљено 16. 05. 2019.
9. ↑  „The Elder Scrolls: Legends expansion 'Houses of Morrowind' is here”. Android Police (на језику: енглески). 06. 04. 2018. Приступљено 16. 05. 2019.